# NGC 2047
NGC 2047 је расејано звездано јато у сазвежђу Трпеза које се налази на NGC листи објеката дубоког неба.
Деклинација објекта је - 70° 11' 34" а ректасцензија 5h 35m 53,1s. Привидна величина (магнитуда) објекта NGC 2047 износи 13,2. NGC 2047 је још познат и под ознакама ESO 56-SC167.